# Soho

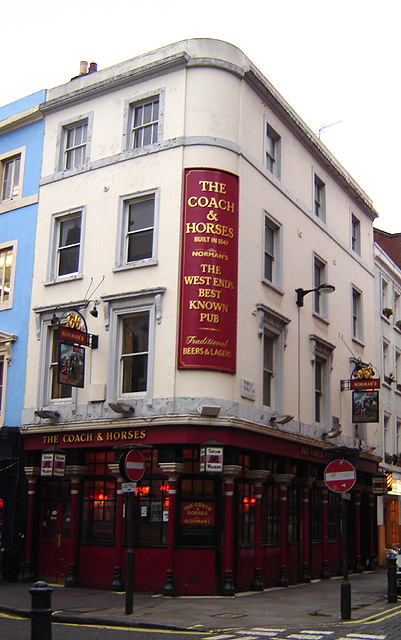
Coach and Horses pub

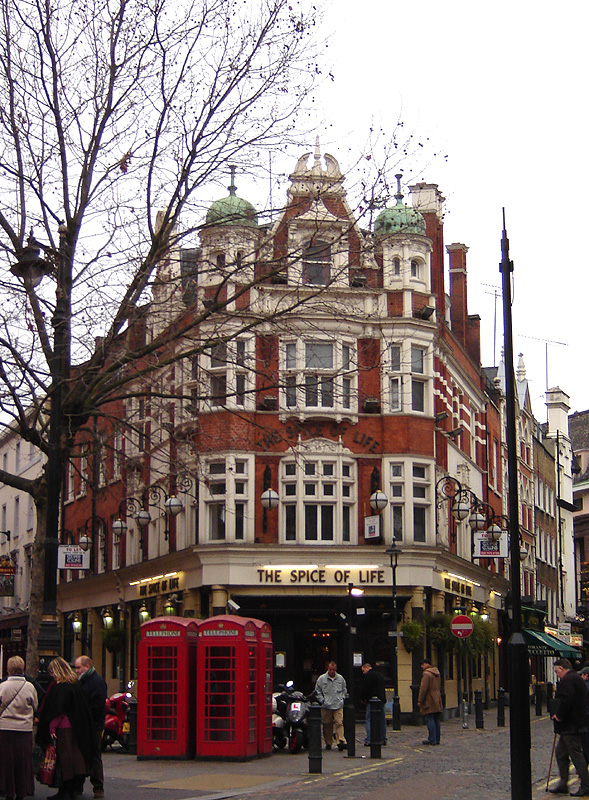
Spice of Life pub

Soho je londýnská čtvrť v obvodu Westminster. Hranice Soho tvoří na severu Oxford Street, na západě Regent Street, na jihu Piccadilly Circus a Leicester Square a na východě Charing Cross Road. Oblast na západ od Soho je označovaná jako Mayfair.

## Historie
V oblasti, nyní označované jako Soho, byly původně pastviny. V roce 1536 byly zabaveny Jindřichem VIII., který z nich vytvořil královský park u Whitehallského paláce. Pojmenování Soho se poprvé objevilo v 17. století. Označovalo původně jeden konkrétní dům, zřejmě hostinec, který navštěvovali lovci, kteří pořádali v parku hony. Slovo soho bylo používáno jako lovecký pozdrav.
V roce 1660 věnoval král pole v Soho Jindřichu Jermynovi, hraběti z St. Albans. Ten pronajal většinu území Josefu Girlemu, který poté co obdržel stavební povolení, ihned v roce 1677 prodal svůj pronájem a povolení zedníku Richardu Firthovi, který začal stavět. V roce 1698 Vilém Oranžský daroval většinu tohoto území Vilémovi, hraběti z Portlandu. Mezitím byla v 16. a 17. století jižní část, farnost St. Anne, dvorem prodána po jednotlivých pozemcích, a tak se část oblasti stala majetkem Roberta Sidneye, hraběte z Liecesteru.
Navzdory dobrým úmyslům bohatých vlastníků pozemků, hrabatům z Leicesteru a Portlandu, vytvořit zde atraktivní oblast pro majetné podobnou sousedním Bloomsbury, Marylebone a Mayfair, se zde usazovali chudí přistěhovalci, například Hugenoti z Francie a tak se Soho nikdy nestalo lákavou pro zámožné. Místo toho se tato čtvrť stala zanedbanou, divokou a kosmopolitní. Po roce 1700 se aristokraté bydlící na Soho Square a Gerard Street odstěhovali a do jejich domů se začali stěhovat herci.
V polovině 19. století byly všechny vážené rodiny vystěhované a místo nich se sem přesunuly prostitutky, hudební kluby a malá divadla. Na počátku 20. století se zde objevily levné jídelny nabízející kuchyně různých národností a tak se Soho stalo oblíbeným místem stravování pro intelektuály, spisovatele a umělce.
V období 30. až 60. lety byly hospody v Soho každý večer plné opilých spisovatelů, básníků a umělců, z nichž většina nedosáhla větších úspěchů a v té době se také vymezila skupina bohatých majitelů hospod.

## John Snow

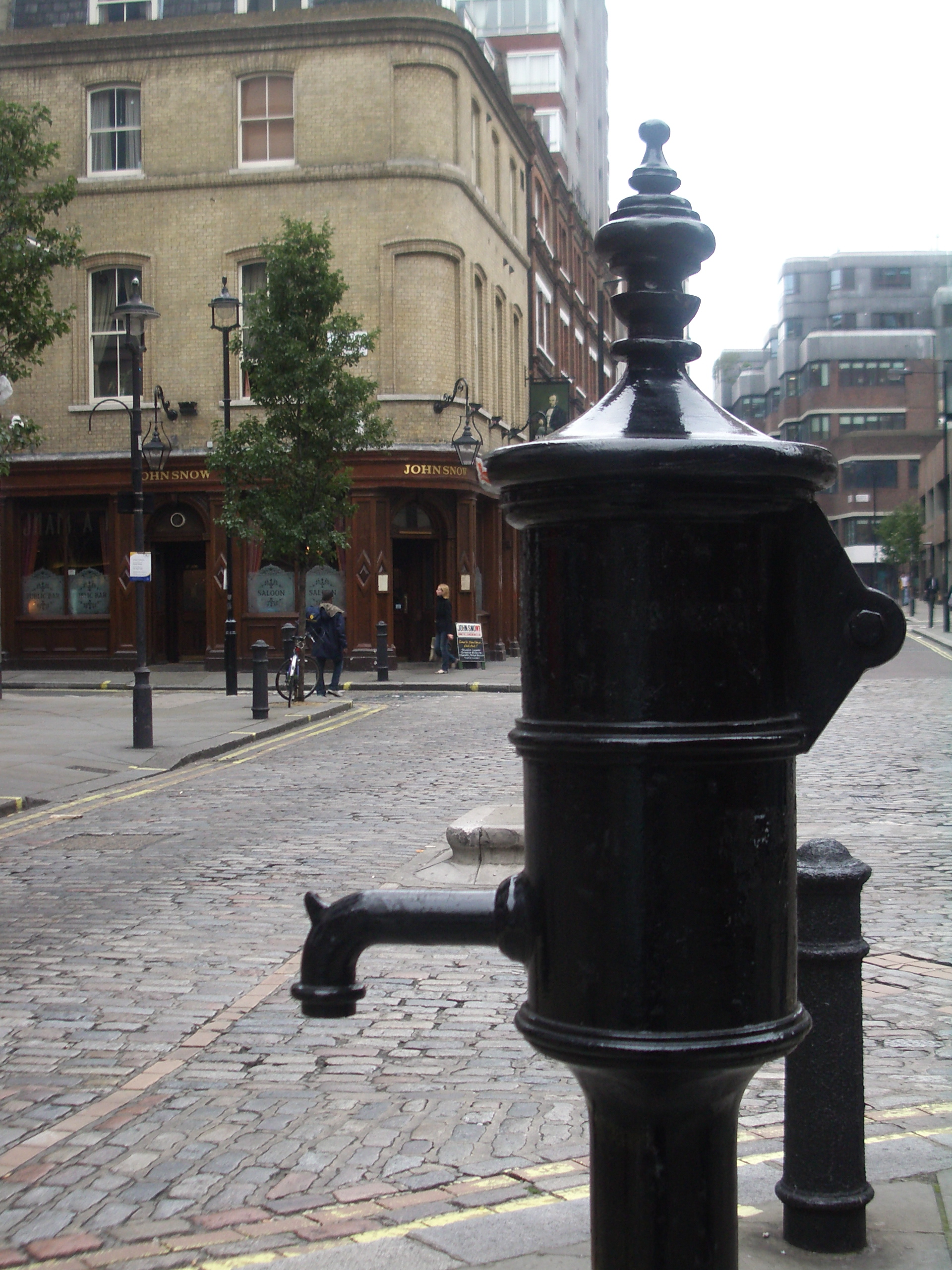
Památník Johna Snowa

Velmi důležitou událostí pro veřejné zdraví byla studie výskytu cholery v Soho lékaře Johna Snowa. Zjistil, že příčinou šíření cholery je vodní pumpa na Broadwick Street (tehdy Broad Street). Snow uzavřel pumpu a zastavil tak šíření nákazy. Kopie této pumpy s památeční plaketou nyní stojí na místě původní pumpy, poblíž památníku Johna Snowa.

## Bohémské Soho
Soho, jako malá multikulturní oblast, je domovem průmyslu, obchodu, kultury a zábavy, stejně tak jako obytnou oblastí pro chudé i bohaté. Po staletí vstřebávala vlny imigrantů, v 17. a 18. století z Francie a na počátku 20. století z Itálie. Soho je známé velkým množstvím klubů, hospod, barů, restaurací a do pozdní noci otevřených kaváren, které určují styl obvodu a kde je možno strávit celou noc. Soho bylo o víkendech tak rušné, že některé ulice byly uzavřeny pro dopravu. Po stížnostech majitelů barů na snížení zisků však radnice toto opatření zrušila.
Čtvrť je plná prodejen s hudebními nosiči, speciálně na Berwick Street, kde jsou obchody Blackmarket Records a Vinyl Junkies. Soho je i centrem největší londýnské gay komunity soustředěné v okolí Old Compton Street. Nachází se zde mnoho gay barů a obchodů vyznačující se růžovou barvou.
V okolí Gerard Street se rozkládá Čínská čtvrť, pestrá směsice obchodů a restaurací. V průběhu roku se zde konají různé festivaly z nichž nejznámějším je oslava čínského Nového roku.

## Divadlo a film

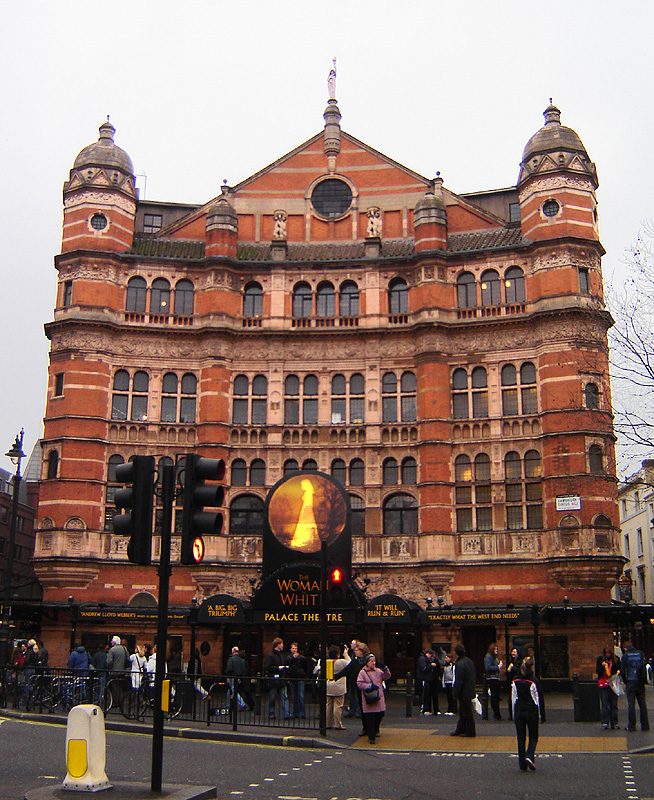
Palace Theatre

Soho je divadelním centrem Londýna a je střediskem nezávislého filmového průmyslu a televizní a filmové postprodukce. Na Soho Square sídlí British Board of Film Classification, dříve známá jako British Board of Film Censors.
Soho je protkáno sítí optických kabelů, známou jako Sohonet, která spojuje postprodukční společnosti v Soho s britskými filmovými studii, například Pinewood Studios a Shepperton Studios, i s dalšími hlavními produkčními centry v Římě, New Yorku, Los Angeles, Austrálii a na Novém Zélandu. Existují plány na vybudování širokopásmového WiFi spojení pro podporu rozvoje této oblasti jako centra mediálního a technologického průmyslu.

## Soho a erotický průmysl

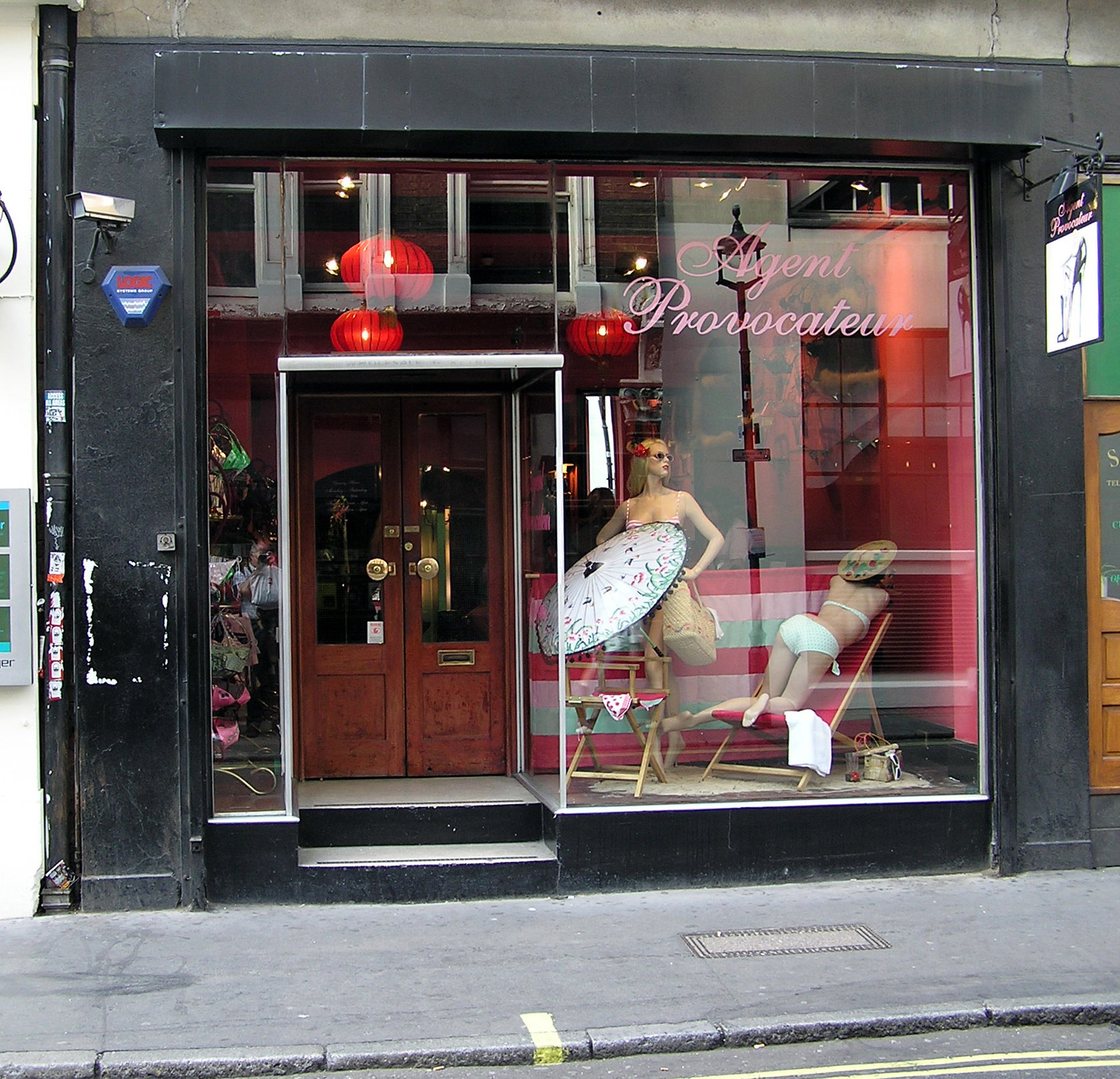
Agent Provocateur

Soho má pověst jako středisko erotického průmyslu Velké Británie. V 50. letech 20. století zde existovalo několik nevěstinců a v 70. létech v oblasti prostírající se mezi Čínskou čtvrtí, podél Wardour Street a Old Compton Street, sídlilo více než 250 sexshopů, kin, ilegálních barů, obrovské množství nevěstinců a pouličních prostitutek.
V 80. letech policejní čistky spolu s kontrolou licencí místními úřady vedly k úpadku těchto nelegálních živností. Střediska této činnosti se nyní soustřeďují do malé oblasti v okolí Brewer Street a Berwick Street. Pověst Soha jako čtvrti červených světel, tak v současnosti již neplatí.

## Zajímavá místa v Soho

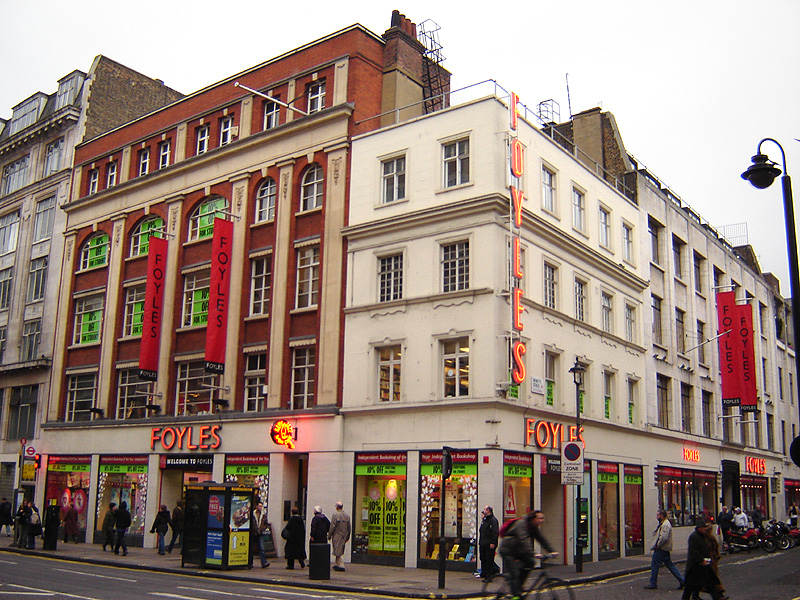
Knihkupectví Foyles

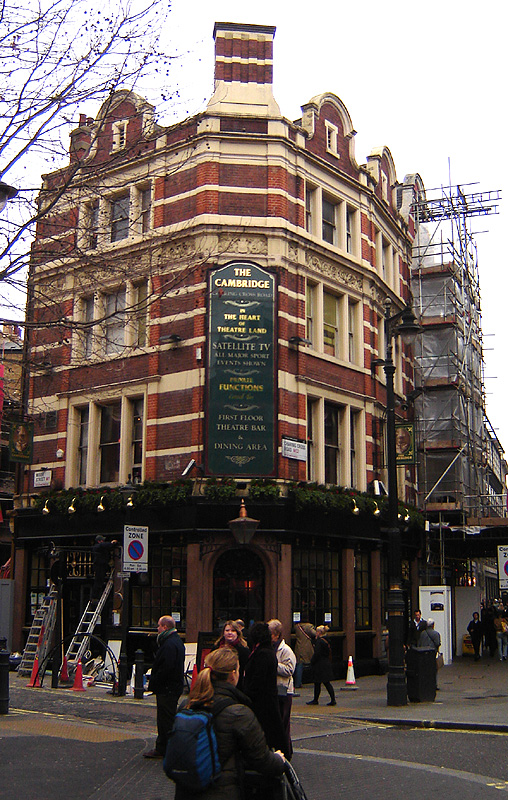
Cambridge pub

- Carnaby Street – obchodní centrum módního oblečení
- Leicester Square – významná turistická atrakce
- Piccadilly Circus – významná turistická atrakce
- Golden Square – malé, ale atraktivní náměstí
- Soho Square – malý překrásný park
- Berwick Street Market – pouliční trh, od pondělí do soboty
- The Raymond Revuebar – první legální striptýzový klub v Londýně, otevřen v roce 1952

## Důležité ulice
- Charing Cross Road – známá svými knihkupectvími
- Oxford Street – jedna z hlavních nákupních ulicí Londýna
- Regent Street - hlavních nákupní ulice Londýna
- Shaftesbury Avenue – největší koncentrace divadel v Londýně
- Old Compton Street – centrum gay komunity
- Wardour Street – bývalé centrum britského filmového průmyslu.
- Dean Street – zde žil Karel Marx
- Frith Street – zde John Logie Baird poprvé předvedl televizi
- Gerrard Street – centrum Čínské čtvrti v Londýně
- Berwick Street
- Carnaby Street – ikona Swinging London v 60. létech

## Stanicemetra
- Oxford Circus
- Piccadilly Circus
- Tottenham Court Road
- Leicester Square